# Nini Rosso
Nini Rosso (ur. jako Raffaele Celeste Rosso 19 września 1926 w San Michele Mondovì, Włochy, zm. 5 października 1994 w Rzymie) – włoski trębacz i kompozytor, współautor i wykonawca znanego szlagieru „Il Silenzio” z 1964 roku, spopularyzowanego w 1965 roku i sprzedanego w ilości ponad 10 milionów egzemplarzy na całym świecie.
Uważany za włoskiego rywala Louisa Armstronga. Zyskał liczne przydomki: „tromba d' oro” („złota trąbka”), „trombautore” („trębacz-autor”) i „Mister Silenzio”.

## Życiorys
Od wczesnych lat interesował się jazzem. Twierdził, iż zapoznał się z tym gatunkiem muzycznym dzięki matce. Na trąbce nauczył się grać w oratorium. Ukończył konserwatorium. W młodości był członkiem oddziału partyzanckiego. Od strony muzycznej jego idolem był Louis Armstrong. Zamiłowanie do jazzu dzielił, między innymi, z Fredem Buscaglione i Pierem Angelą. W 1948 roku podpisał kontrakt z Orkiestrą RAI w Turynie otrzymując posadę solisty-trębacza. W 1957 roku został członkiem zespołu Armanda Trovajolego. W 1961 roku odniósł pierwszy sukces, lansując swój przebój „La ballata di una tromba”. Dzięki niemu stał się bardzo znany we Włoszech. 
Powstały w 1963 roku utwór „Concerto Disperato” przyniósł mu popularność międzynarodową wchodząc na listy przebojów aż Japonii. Jego największym sukcesem komercyjnym okazał się jednak utwór „Il Silenzio”; skomponowany w 1965 roku wspólnie z Willym Brazzą był wariacją na temat „Last Post”, sygnału dźwiękowego piechoty lub kawalerii British Army. Później stał się motywem przewodnim filmu The Legion’s Last Patrol. Pomimo brytyjskiego coveru w wykonaniu Eddiego Calverta i amerykańskiego Ala Hirta, to oryginalne wykonanie Niniego Rosso stało się międzynarodowym przebojem, sprzedanym w ilości ponad 10 milionów egzemplarzy.
Nini Rosso zaczął uczestniczyć w programach telewizyjnych (Studio uno, Sabato sera), festiwalach (Festiwal Piosenki Neapolitańskiej, Cantagiro), pojawił się w filmach razem Giannim Morandim i Ritą Pavone. Szczyt popularności we Włoszech osiągnął pod koniec lat 60. dzięki utworowi „Il volo del calabrone” („Lot trzmiela”). Zyskał popularność na świecie stając się najsłynniejszym włoskim trębaczem. W swojej karierze zdobył kilka złotych i platynowych płyt. W 1993 ukazał się zbiór jego największych przebojów, zatytułowany Masterpiece. Miał różnorakie hobby, budował modele statków, zbierał wypchane ptaki, motyle i maski, a także komiksy, plakaty z filmu niemego, laski, lalki, żołnierzyki.
Zmarł na raka płuc w Poliklinice Gemelli Rzymie w wieku 68 lat. Zostawił żonę Silvię i dwie córki, Beatrice i Angelicę. 